# Оклі (Айдахо)
Оклі (англ. Oakley) — місто в окрузі Кассія, штат Айдахо, США. Згідно з переписом 2010 року населення становило 763 особи, що на 95 осіб більше, ніж 2000 року. Є частиною агломерації Берлі.

## Географія
Оклі розташоване за координатами 42°14′31″ пн. ш. 113°52′59″ зх. д. / 42.24194° пн. ш. 113.88306° зх. д. (42.242060, -113.883058).  За даними Бюро перепису населення США в 2010 році місто мало площу 11,89 км², з яких 11,89 км² — суходіл та 0,00 км² — водойми.

## Демографія

### Перепис 2010 року
За даними перепису 2010 року, у місті проживало 763 осіб у 248 домогосподарствах у складі 192 родин. Густота населення становила 64,2 ос./км². Було 280 помешкань, середня густота яких становила 23,6/км². Расовий склад міста: 92,5 % білих, 0,1 % індіанців, 0,3 % азіатів, 6,6 % інших рас, а також 0,5 % людей, які зараховують себе до двох або більше рас. Іспанці та латиноамериканці незалежно від раси становили 9,4 % населення.
Із 248 домогосподарств 37,9 % мали дітей віком до 18 років, які жили з батьками; 67,3 % були подружжями, які жили разом; 8,5 % мали господиню без чоловіка; 1,6 % мали господаря без дружини і 22,6 % не були родинами. 21,4 % домогосподарств складалися з однієї особи, у тому числі 11,3 % віком 65 і більше років. У середньому на домогосподарство припадало 3,08 мешканця, а середній розмір родини становив 3,60 особи.
Середній вік жителів міста становив 34,6 року. Із них 35,8 % були віком до 18 років; 5 % — від 18 до 24; 22,1 % від 25 до 44; 20,8 % від 45 до 64 і 16,4 % — 65 років або старші. Статевий склад населення: 49,9 % — чоловіки і 50,1 % — жінки.
Середній дохід на одне домашнє господарство  становив 52 860 доларів США (медіана — 44 375), а середній дохід на одну сім'ю — 61 882 долари (медіана — 52 813). За межею бідності перебувало 18,4 % осіб, у тому числі 26,3 % дітей у віці до 18 років та 11,2 % осіб у віці 65 років та старших.
Цивільне працевлаштоване населення становило 270 осіб. Основні галузі зайнятості: сільське господарство, лісництво, риболовля — 26,7 %, освіта, охорона здоров'я та соціальна допомога — 18,9 %, виробництво — 9,6 %, роздрібна торгівля — 9,3 %.

### Перепис 2000 року
За даними перепису 2000 року, у місті проживало 668 осіб у 226 домогосподарствах у складі 166 родин. Густота населення становила 64,6 ос./км². Було 257 помешкань, середня густота яких становила 24,9/км². Расовий склад міста: 96,41 % білих, 0,15 % азіатів, 3,14 % інших рас і 0,30 % людей, які зараховують себе до двох або більше рас. Іспанці та латиноамериканці незалежно від раси становили 4,19 % населення.
Із 226 домогосподарств 39,8 % мали дітей віком до 18 років, які жили з батьками; 62,4 % були подружжями, які жили разом; 7,5 % мали господиню без чоловіка, і 26,5 % не були родинами. 26,1 % домогосподарств складалися з однієї особи, у тому числі 16,8 % віком 65 і більше років. У середньому на домогосподарство припадало 2,93 мешканця, а середній розмір родини становив 3,60 особи.
Віковий склад населення: 33,8 % віком до 18 років, 7,6 % від 18 до 24, 20,5 % від 25 до 44, 21,9 % від 45 до 64 і 16,2 % років і старші. Середній вік жителів — 36 років. Статевий склад населення: 49,0 % — чоловіки і 51,0 % — жінки.
Середній дохід домогосподарств у місті становив $29 643, родин — $34 792. Середній дохід чоловіків становив $27 083 проти $16 667 у жінок. Дохід на душу населення в місті був $13 983. Приблизно 9,1 % родин і 14,7 % населення перебували за межею бідності, включаючи 27,2 % віком до 18 років і 4,8 % від 65 і старших.